# Calle Marco Avellaneda (Tucumán)
La Calle Marco Avellaneda es una calle de San Miguel de Tucumán, Tucumán, Argentina. Se extiende desde las calles Bernabé Aráoz y 24 de septiembre hasta la calle Emilio Castelar. Lleva el nombre del político Marco Manuel Avellaneda, quien fuera gobernador provincial y padre del presidente argentino Nicolás Avellaneda. Murió en 1841 al ser degollado y su cabeza exhibida en una pirca en Plaza Independencia. La calle es doble mano desde su inicio hasta calle San Juan.

## Historia
La calle fue abierta con la expansión del área central de la ciudad en 1887, durante la intendencia de José Padilla. Durante el siglo XX se construyeron diversos edificios como la Usina Sarmiento, la Cárcel de Villa Urquiza o el Club Tucumán de Gimnasia, y en cercanías a la Plaza Alberdi y la Estación Tucumán, la calle se convirtió en una arteria comercial. En 1940 se pavimentó la calle hacia el norte.
En su intersección con calle Uruguay, se construyó el llamado Puente de los Suspiros, el cual permitía sobrepasar las vías del ferrocarril. A sus alrededores funcionaban prostíbulos y burdeles, siendo una zona de delincuentes y constantes robos. En 2016 el viejo puente fue demolido y reemplazado por otro puente de mayor tamaño y con capacidad para tránsito pesado. En la actualidad se está remodelando la zona entre Santiago del Estero y 24 de septiembre, construyéndose a su costado un paseo parquizado, junto a la obra de los túneles de calles Mendoza y Córdoba.

## Sitios de Interés
A lo largo de esta calle se desarrollan varios lugares de interés y emblemáticos:
- Estación Tucumán CC.
- Club Tucumán de Gimnasia
- Centro Cultural Juan B. Terán
- Escuela de Bellas Artes (UNT)
- Cárcel de Villa Urquiza